# باو داركو (توكانتينس)
باو داركو بلدية في ولاية توكانتينس في المنطقة الشمالية من البرازيل.